# Загальний шкільний страйк (1906—1907)
Загальний шкільний страйк — страйк в польськомовних провінціях Прусії в 1906—1907 роках, що сталався з причин насильницької германізації пруською владою місцевого населення. Предтечею конфлікту є вжесненский шкільний бойкот 1901—1902 років.

## Початок страйку і хід подій
Коли після Великодня 1906 року в 203 народних школах провінції Познань ввели німецьку на уроці релігії, піднялася велика хвиля народного обурення. У червні пішли перші невеликі бойкоти, в яких до кінця літнього семестру брало участь 2 897 школярів провінції. Страйк стає загальним з початку зимового семестру після 16 жовтня 1906.
Спочатку урок релігії в провінції Познань проводився для 63 % польських учнів на їх рідній мові і лише для решти 37 % (88 500 школярів) на німецькій. Таким чином, тільки від них можна було очікувати готовності до страйку. Своєї найвищої точки страйк досяг 14 листопада 1906 року, коли з цих 88 500 брало участь трохи більше половини школярів і школярок: 46 886 учнів 755 школах Познані (всього в провінції було 2 624 школи, з яких 1 455 — католицькі) і 14 240 учнів 563 школах Західної Пруссії (1 862 школи, 754 католицьких). Тим не менше ці події отримали в історіографії назву «Загальний шкільний страйк» (нім. Allgemeiner Schulstreik). Він тривав до кінця літніх канікул 1907 році, тобто рівно рік.

## Покарання
На спеціальній нараді уряду 10 жовтня 1906 року, ще до початку масового протесту, було вирішено не реагувати на страйк тілесними покараннями і грошовими штрафами, і був вироблений список тих заходів, до яких могли вдаватися місцеві адміністрації. В результаті школярів залишали на додаткові години в школі і в гіршому випадку на другий рік, а у випускному атестаті у тих, хто страйкував після 1 січня 1907, позначали, що цей учень брав участь у бойкоті, що означало, що його не візьмуть у вищий навчальний заклад; братів або сестер страйкувальників і страцкувальниць виключали з гімназій, що мало наслідки на все життя (таких випадків було понад 50, але частина виключених пізніше знову взяли на навчання); батькам зменшували субсидії на утримання школи, а проти тих батьків, які перебували на державній службі, застосовували заходи адміністративного впливу аж до звільнення.
У 1907 році, після довгих дискусій, місцеві адміністрації стали застосовувати грошові штрафи, причому для припинення страйку в більшості випадків достатньо було однієї загрози його накладення. До кінця квітня 1907 року такі загрози в провінції Познань у 500 випадках вплинули на те, що 1000 дітей припинили непослух. Найсуворішою мірою, застосованої місцевими інстанціями, було в двох випадках позбавлення батьків батьківських прав рішенням районного суду (9 листопада 1906) всупереч позиції опікунського суду. Але це наштовхнулося на несхвалення уряду, а Верховний суд у Берліні, який вже неодноразово зарекомендував себе як неупереджений арбітр в національному питанні, скасував це рішення 23 січня 1907. У провінції Померанія 26 листопада 1906 також стався один такий випадок, але рішення районного суду було невдовзі скасовано у вищій інстанції.